# (6588) 1985 RC4
A (6588) 1985 RC4 a Naprendszer kisbolygóövében található aszteroida. Henri Debehogne fedezte fel 1985. szeptember 10-én.